# Бомарис (замок)
Бомарис (англ. Beaumaris Castle, валл. Castell Biwmares) — средневековый замок, находится в одноименном городе, в графстве Англси в Уэльсе.

## История
Бомарис — один из замков, построенных королём Эдуардом I для того, чтобы усилить английское влияние в Уэльсе. Строительство было начато в 1295 году, в рамках военной кампании в Уэльсе. Оно продолжалась в течение 35 лет, но не было завершено из-за начатой королём Шотландской кампании, сильно истощившей его финансовые средства. Руководителем работ был поставлен савойский архитектор Джеймс из Сент-Джорджа.
Замок Бомарис был возведен по концентрическому проекту, в нем отсутствует донжон. Замок расположен на побережье острова Англси и запирает восточный вход в пролив Менай. Крепостной ров вокруг замка, раньше соединенный с морем, позволял крупным судам подходить почти вплотную и разгружаться у ворот замка. Второе кольцо стен и башен, более высоких и мощных, обеспечивало хорошую защищённость данной крепости. Замок хорошо сохранился.
Название замка переводится как «Красивое болото».